# Frunziș de toamnă
Frunziș de toamnă (1856) este o pictură de John Everett Millais expusă la Academia Regală de Artă în 1856. A fost descrisă de criticul John Ruskin drept „primul exemplu al unui amurg perfect pictat”. Soția lui Millais, Effie, a scris că intenționa să creeze o imagine „plină de frumusețe și fără subiect”.
Pictura descrie patru fete în amurg, adunând în grămadă frunzele căzute într-o grădină. Ele fac un foc de tabără, însă incendiul în sine este invizibil, doar fumul ce iese dintre frunze. Cele două fete din stânga, pictate după cumnatele lui Millais, Alice și Sophy Gray, sunt portretizate în îmbrăcămintea clasei de mijloc a epocii; cele două din dreapta sunt în haine mai rugoase, ale clasei muncitoare.
Pictura a fost văzută ca una dintre primele influențe asupra dezvoltării mișcării estetice.

## Interpretări
Pictura a fost de obicei interpretată ca o reprezentare a tranziției tinereții și a frumuseții, o temă comună în arta lui Millais. Malcolm Warner susține că Millais a fost influențat de poezia lui Tennyson, la casa căreia a ajutat o dată să curețe împreună frunzele de toamnă. Warner sugerează că versurile din cântecul lui Tennyson, „The Tears, Idle Tears” din The Princess (1847), l-au influențat:
Lacrimile, lacrimile trândave, nu știu ce înseamnă.

Lacrimi din adâncul unei disperări divine

Înălțați-vă în inimă și adunați-vă în ochi,

Privind pe câmpurile fericite de toamnă,

Și gândind la zilele care nu mai sunt.
Mărul ținut de cea mai tânără fată din dreapta poate fi o aluzie pentru  pierderea inocenței copilăriei insinuată prin referirea la păcatul originar și expulzarea din Grădina Edenului.
După o recenzie pozitivă a lui F.G. Stephens, Millais i-a scris că „a intenționat ca imaginea să trezească prin solemnitatea sa cele mai adânci reflecții religioase. Am ales subiectul arderii frunzelor, ca fiind cel mai posibil pentru a produce acest sentiment.”